# Plancina
Munazia Plancina (nota come Plancina; ... – 33) fu una donna nobile e benestante, figlia di Lucio Munazio Planco e moglie del console romano Gneo Calpurnio Pisone che accompagnò in Siria quando nel 17 fu nominato legato imperiale.

## Biografia
Amica stretta di Livia Drusilla, viene ritenuta da Tacito strumento di questa contro Agrippina maggiore, moglie di Germanico, facendo leva sulle gelosie femminili.
Accusata nel 19 insieme al coniuge di aver avvelenato Germanico, fu sottoposta a giudizio venendo poi assolta. Noto il passo in cui, di rientro dalla Siria, giunti in prossimità di Narni, la coppia decise di abbandonare la via Flaminia per non destare sospetti e di imbarcarsi sul fiume Nera al fine di raggiungere la capitale attraverso la via d'acqua. Visto il clima arroventato in cui si svolse il processo, il marito optò per il suicidio prima ancora di conoscere la sentenza definitiva. Dopo la morte di Livia, che era la sua principale protettrice, fu costretta al suicidio poco dopo la morte di Agrippina nel 33.